# Öfftjärnen
Öfftjärnen är en sjö i Härjedalens kommun i Härjedalen och ingår i Göta älvs huvudavrinningsområde. Sjön har en area på 0,0597 kvadratkilometer och ligger 870,7 meter över havet. Öfftjärnen ligger i Rogen Natura 2000-område.

## Delavrinningsområde
Öfftjärnen ingår i det delavrinningsområde (693442-131660) som SMHI kallar för Inloppet i Övre Muggsjön. Medelhöjden är 941 meter över havet och ytan är 4,8 kvadratkilometer. Räknas de 3 avrinningsområdena uppströms in blir den ackumulerade arean 36,04 kvadratkilometer. Mugga som avvattnar avrinningsområdet har biflödesordning 2, vilket innebär att vattnet flödar genom totalt 2 vattendrag innan det når havet efter 718 kilometer. Avrinningsområdet består mestadels av skog (53 procent) och kalfjäll (46 procent). Avrinningsområdet har 0,06 kvadratkilometer vattenytor vilket ger det en sjöprocent på 1,2 procent.